# Rötmånad (film)
Rötmånad är en svensk svart komedi-film från 1970, i regi av Jan Halldoff. Den är en parodi på filmerna i dåtidens svenska sexfilmsvåg.

## Handling
Assar (Carl-Gustaf Lindstedt) återser sin fru Sally (Ulla Sjöblom), som varit försvunnen i flera år och som han trodde var död. Hon dyker upp vid deras sommarhus där Assar tillbringar sommaren med sin dotter Anna-Bella (Christina Lindberg) och deras hund. Sally kommer med idén att starta en bordell och dottern Bella används som ett lockbete. Assar blir alltmer förtvivlad över hur frun beter sig och gillrar en fälla för att röja frun ur vägen för gott.
Filmen kännetecknas av att Anna-Bella, allt som oftast, går mer eller mindre avklädd. Hon blir därmed ett blickfång för de manliga besökarna på ön.

## Rollista
- Ulla Sjöblom - Sally Gustafsson
- Carl-Gustaf Lindstedt - Assar Gustafsson, frisörmästare
- Christina Lindberg - Anna-Bella, deras dotter
- Ernst Günther - Jansson, granne
- Eddie Axberg - Jan, Anna-Bellas pojkvän
- Ulf Palme - Rickard
- Jan Blomberg - Fotograf
- Curt L. Malmsten - Taxeringsman
- Frej Lindqvist - Finländare
- Carl-Axel Elfving - Präst
- Bo Halldoff - Ivar Frid, begravningsentreprenör
- Christer Jonsson
- Gunnar "Knas" Lindkvist

## Filmmusik i urval
- Ungdomsdrömmar, kompositör Einar G Svensson
- Vid Byfjordens stränder, kompositör Einar G Svensson

## Utgåvor
Filmen gavs ut på DVD 2014.